# Toxocara lyncis
Toxocara lyncis je druh škrkavkovité hlístice z rodu Toxocara objevený teprve v roce 1999 u karakalů (Lynx caracal) v Somálsku. Podle svého definitivního hostitele získal parazit své druhové jméno. Podobá se velmi škrkavce kočičí, odlišuje se však jinou morfologií spikul, jícnu a především laterálních křidélek.